# Paul Lehrieder

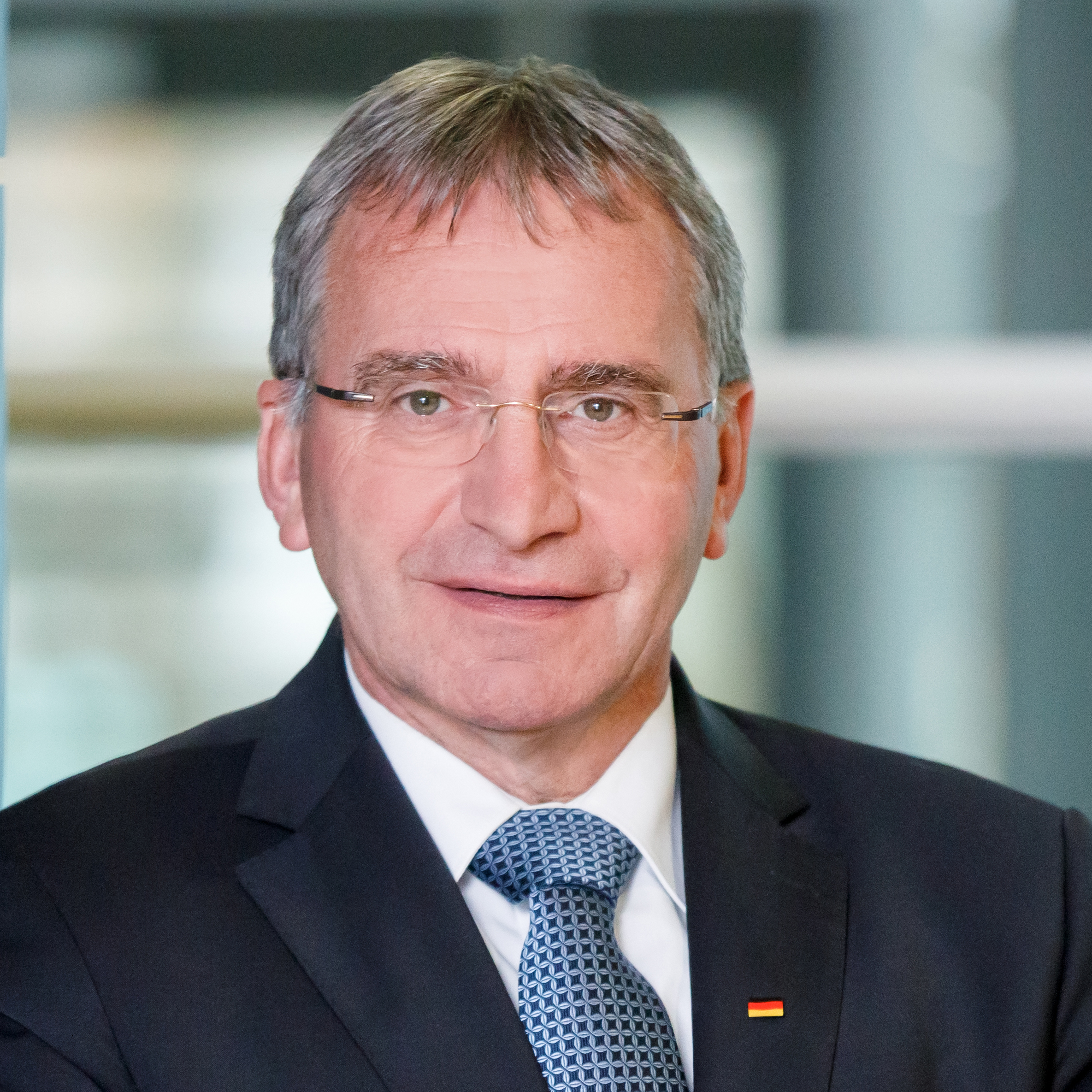
Paul Lehrieder (2018)

Paul Alois Lehrieder (* 20. November 1959 in Ochsenfurt) ist ein deutscher Politiker (CSU) und ehemaliger Rechtsanwalt. Von 2005 bis 2025 war er Mitglied des Deutschen Bundestages.

## Leben und  Beruf
In seiner Jugend war Lehrieder Mitglied der Katholischen Landjugendbewegung (KLJB). Nach dem Abitur 1980 am Gymnasium Marktbreit leistete Lehrieder seinen Wehrdienst ab und begann 1981 eine Lehre zum Augenoptiker in Würzburg, die er 1984 mit der Gesellenprüfung abschloss. Anschließend absolvierte er ein Studium der Rechtswissenschaft an der Julius-Maximilians-Universität Würzburg, welches er 1989 mit dem ersten juristischen Staatsexamen beendete. Während des Studiums wurde er Mitglied der Burschenschaft Adelphia Würzburg. Er legte nach dem Referendariat 1993 auch das zweite Staatsexamen ab.
Paul Lehrieder ist ein Neffe des Autors Konrad Dürr. Er wohnt seit Kindestagen in Gaukönigshofen bei Würzburg, ist seit 2005 verheiratet und hat zwei Söhne. Seit 2016 ist Lehrieder Präsident der Bundesvereinigung deutscher Musikverbände (BMDV).

## Partei
Lehrieder trat 1980 in die Junge Union (JU) und später auch in die CSU ein. Er gehört dem Vorstand des CSU-Kreisverbandes Würzburg-Land und des CSU-Bezirksverbandes Unterfranken an.

## Abgeordneter
Lehrieder ist seit 1996 Mitglied des Kreistages des Landkreises Würzburg.
Von 2005 bis 2025 war er Mitglied des Deutschen Bundestages. 
Paul Lehrieder zog stets als direkt gewählter Abgeordneter des Wahlkreises Würzburg in den Bundestag ein. Bei der Bundestagswahl 2005 erreichte er hier 47,2 % der Erststimmen, bei der Bundestagswahl 2009 erhielt er 44 %, 2013 48,9 %, 2017 42,2 % und 2021 36,9 %, wodurch er jeweils das Direktmandat gewann.
Im 19. Deutschen Bundestag war Lehrieder ordentliches Mitglied im Ausschuss für Tourismus, sowie im Ausschuss für Recht und Verbraucherschutz. Zudem gehörte er als stellvertretendes Mitglied dem Ausschuss für Arbeit und Soziales sowie dem Ausschuss für Familie, Senioren, Frauen und Jugend an.
Lehrieder war von 2014 bis 2017 Vorsitzender des Ausschusses für Familie, Senioren, Frauen und Jugend im Deutschen Bundestag.
Im 20. Deutscher Bundestag war er Mitglied im Haushaltsausschuss und stellvertretendes Mitglied im Familienausschuss, Rechtsausschuss, Unterausschuss Bürgerschaftliches Engagement, Ausschuss für Tourismus und im Ausschuss für Arbeit und Soziales.
Für die Bundestagswahl 2025 trat Lehrieder nicht erneut zur Wahl an. Stattdessen erhielt Hülya Düber das Direktmandat für den Bundestagswahlkreis Würzburg.

## Öffentliche Ämter
Lehrieder war von 1990 bis 2006 Erster Bürgermeister der Gemeinde Gaukönigshofen und von 2002 bis 2005 stellvertretender Landrat des Landkreises Würzburg.